# Sunnmørsalperne
Sunnmørsalpene er et begreb som som bruges om de alpine fjeldområder rundt om Hjørundfjorden i Ørsta og Sykkylven kommuner i Møre og Romsdal fylke i Norge. Der er tinder på op mod 1.700 moh. ret op fra fjorden. De mest kendte fjelde i Sunnmørsalperne er Slogen, Kolåstinden, Hornindalsrokken, Skårasalen og Råna.

## Bjerge i Sunnmørsalperne
- Slogen 1.564 moh.
- Kolåstinden 1.432 moh.
- Hornindalsrokken 1.529 moh.
- Skårasalen 1.542 moh.
- Råna 1.586 moh.
- Ramoen eller Jønshornet 1.419 moh.
- Store Smørskredtind 1.631 moh.
- Jakta 1.588 moh.
- Nordre Sætretind 1.365 moh.
- Saudehornet 1.303 moh.
- Randers Topp 1.414 moh.
- Bladet 1.300 moh.
- Mohns Topp 1.340 moh.
- Kvitegga 1.717 moh.